# البقاع (محافظة)

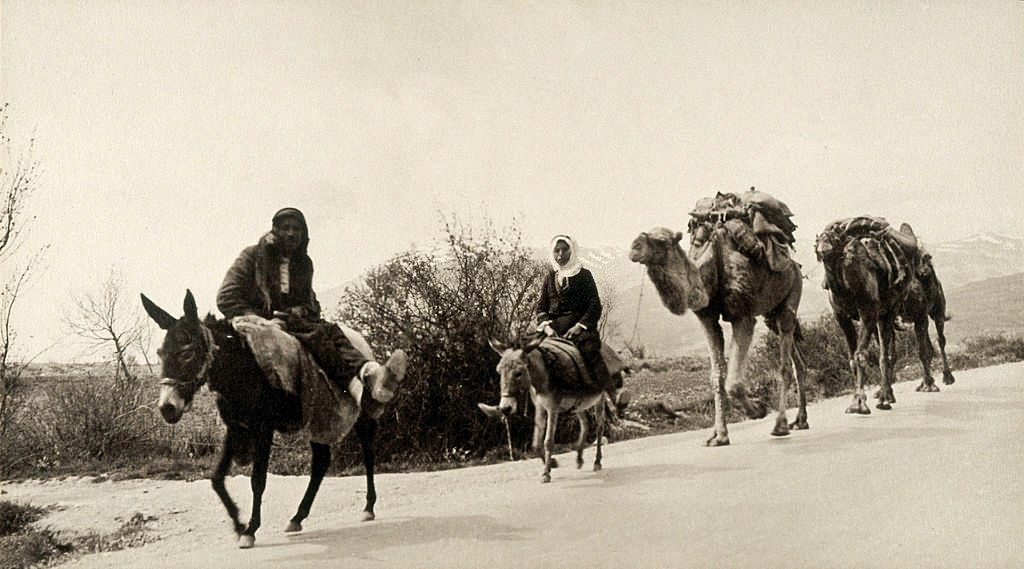
بعض المسافرين الذين يحملون أغراضهم على الحمير، البقاع، لبنان

البقاع هي إحدى محافظات لبنان. وهي سهل واسع ينبسط بين سلسلتي جبال لبنان الشرقية والغربية. أراضيه خصبة يجري فيها أكبر نهرين في لبنان: الليطاني والعاصي ولذلك شكلت هذه المنطقة خلال القرون السابقة خزان بلاد الشام من الحبوب والخضار والفاكهة. وفقاً لبيانات الناخبين المسجلين، فإن المحافظة تتشكل من حوالي 40% من المسيحيين وحوالي 60% من المسلمين (313,505 ناخبًا).

## أقسام البقاع
تقسم محافظة البقاع إلى ثلاثة أقضية تتوزع على ثلاث دوائر انتخابية. تحوي 83 مجلسا بلديا وتتوزع حسب الأقضية على الشكل التالي:
- قضاء زحلة (مركزه: زحلة) 29 بلدية
- قضاء البقاع الغربي (مركزه: جب جنين شتاءً وصغبين صيفاً) 28 بلدية
- قضاء راشيا (مركزه: راشيا الوادي) 26 بلدية

من أهم مدن البقاع مدينة زحلة الواقعة في البقاع الأوسط، والبقاع مشهور بأرضه الخصبة واعتماده على المزروعات وذلك بوجود سهل البقاع. وهذا بالإضافة إلى بعض الصناعات كصناعة تكرير السكر في بلدة مجدل عنجر الحدودية.

## التلال الأثرية من العصور القديمة
محافظة البقاع في لبنان منطقة غنية جدا بعشرات المواقع الأثرية الأركيولوجية التلية المكتشفة. التي يمكن استغلالها في الترويج الثقافي والسياحي في إطار السياحة الثقافية وتشييد متاحف علمية وسياحية تعمل على حفظ وتقيّيم الآثار والتاريخ اللبناني، كتراث أثري إنساني للشعب اللبناني.
- طالع مواقع تلية أثرية في سهل البقاع:

تلعفر، تل عقاب، تل بري، تل دير، تل حزين،، تل حشباي، تل رياق، تل نبع الليطاني، تل أيوب (لبنان)، تل خردان، تل مجدلون، تل دير زنون، تل أهل، تل جزيرة (لبنان)، تل وردين، تل عين غسالي

- طالع أيضا:
- قائمة التلال الأثرية في لبنان

## أعلام
- هيلدا خليفة
- وائل جسار
- أنطوان بصبوص